# 千種任子
千種 任子（ちぐさ ことこ、安政2年6月6日（1855年7月19日） - 1944年（昭和19年）2月1日）は明治天皇の側室で権典侍。

## 生涯
千種有任の長女。母は四辻正子（四辻公積の娘）。
1881年（明治14年）に滋宮韶子内親王、1883年（明治16年）に増宮章子内親王を明治天皇との間に設けるが、2人共脳膜炎で夭折した。後に皇后宮典侍に任じられた。
1944年（昭和19年）に89歳で逝去。墓所は伝通院。